# Очамчира
Очамчира (абх. Очамчыра, рус. Очамчира, груз. ოჩამჩირე) је град у фактички независној држави Абхазији (чију независност оспорава Грузија). Према процени из 2009. у граду је живело 14.300 становника.

## Становништво
Према процени, у граду је 2009. живело 14.300 становника. Због ратних дејстава у сукобу Абхаза и Грузина, већина грузијског становништа је протерана.
| 1989.  |
| ------ |
| 20.379 |
| 2003.  |
| 4.702  |
| 2011.  |
| 5.280  |